# Kore amb el peple

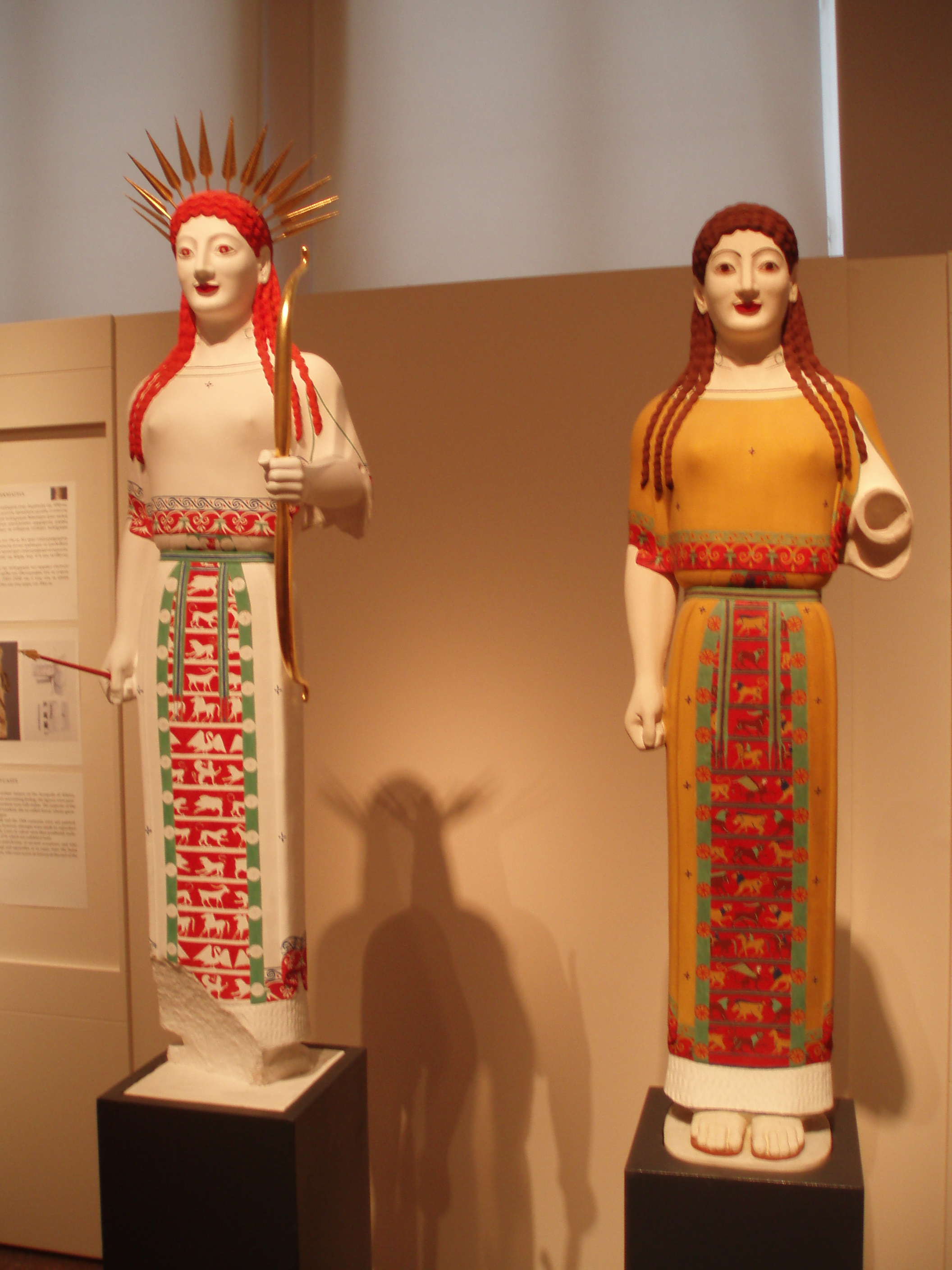
Dues reconstruccions possibles de la Kore amb el peple, a l'esquerra com la deessa Artemisa i a la dreta com a Atena.

L'anomenada kore amb el peple, o kore del peple, és una kore de marbre de Paros d'1,21 m d'alçada i realitzada cap al 505 aC. Actualment, està al Museu de l'Acròpolis d'Atenes. Fou construïda amb marbre policromat de Paros. L'autor es desconeix.
L'estil d'aquesta figura forma part del grec arcaic.
El període arcaic (s. VII-475 aC) es caracteritza per la transició de formes de vida camperoles a ciutadanes. En aquest moment s'està produint la caiguda de les Tiranies a Atenes, amb la imposició de la victòria de l'individualisme fins a arribar a la transició democràtica. Olímpia és el lloc més important de la propaganda a Grècia. Té lloc en aquest període el naixement de la filosofia com els pitagòrics o Tales de Milet. Així doncs, l'art també experimenta aquest procés d'independència de la màgia i la religió, és per això que el tema central de la representació serà les figures humanes; tant de masculines, els koúroi -atletes nus- com femenines, les kórai -sacerdotesses vestides-.
La paraula Kórai, del grec, significa donzella. Eren estàtues votives dedicades al culte. Solien representar-se portant fruites o flors en una de les mans. Les encarregaven tant particulars com entitats públiques. Moltes s'ha conservat gràcies al fet que foren enterrades durant la invasió persa.
Les figures masculines, tot i que erròniament es pensava que eren un retrat d'un déu o personatges importants, es feien per honorar els atletes guanyadors dels jocs d'Olímpia. Tot i que fons escrites també parlen de l'ús d'aquestes per commemorar els joves caiguts en combat.
Mostren una clara influència de la monumentalitat i el lleu moviment de les extremitats egípcies fruit dels viatges comercials i culturals, així com les xòana - escultures gregues de fusta de forma geomètrica-. L'art farà una evolució a formes més naturalistes. Esdevindran els antecedents de les escultures del període clàssic (segles V-IV aC) i hel·lenístic (segles IV-I aC).

## Característiques
Dempeus, la Kore presenta un embalum rodó. Simetria, rigidesa, frontalitat i l'ús de la geometria per modelar les parts del cos caracteritzen aquesta escultura. La simetria i unifacialitat reforcen el hieratisme de la figura.
La simetria es troba en el fet que si es dividís el cos en dues parts, ambdós serien exactament iguals. A excepció del braç esquerre, que està estès com si oferís quelcom. L'altre braç resta enganxat al cos amb el puny tancat. Atès a què el rígid vestit cobreix les cames, no s'incorpora un altre element que ajuda a trencar aquesta inflexibilitat: l'avançament d'una cama, fet que sí que s'aprecia en els koúros.
Aquest vestit s'anomena peple, molt ample, senzill i agafat a la cintura per un cordó. El vestit presenta plecs delicats i marca bastant les formes del cos. També solen portar un jitó, un altre estil de túnica.
Sobre les espatlles, cauen unes llargues trenes. Quant al rostre, malgrat la inexpressivitat, esbossa un tímid somriure, refinat i elegant, que de vegades s'anomena "somriure arcaic". Els ulls són ametllats. Originalment, estava policromada, i encara queden restes de policromia.